# مدرسة الشهيد القدوسي الثانوية
مدرسة الشهيد قدوسي الثانوية هي مدرسة تقع في مدينة قم الإيرانية، وقد سُميت تيمنًا بآية الله علي قدوسي. تُدار هذه المدرسة الثانوية تحت إشراف المنظمة الوطنية لتنمية المواهب الاستثنائية (نوديت). إن مدرسة الشهيد قدوسي مُخصصة للبنين فقط، بينما تُعتبر مدرسة فرزانكان طهران نظيرتها للبنات.

## طالع أيضًا
- علي قدوسي
- حوزة حقاني

## روابط خارجية
- الموقع الرسمي